# З міркувань совісті
«З міркувань совісті» (англ. Hacksaw Ridge) — американсько-австралійський військово-драматичний фільм, знятий Мелом Гібсоном. Про початок зйомок було оголошено в листопаді 2015 року. Прем'єра стрічки в США відбулась 4 листопада 2016 року.
Фільм розповідає про медика армії США часів Другої Світової війни Дезмонда Доса, який відмовляється вбивати людей і стає першим ідейним ухильником. На 1 березня 2024 року фільм займав 192-гу позицію у списку 250 кращих фільмів за версією IMDb.
Український переклад зробила студія Омікрон на замовлення Гуртом..

## Сюжет
У центрі сюжету картини — реальна історія американського рядового Дезмонда Тома Доса, героя Другої світової війни, що отримав Медаль Пошани. Через свої релігійні переконання (герой був адвентистом сьомого дня), він відмовлявся носити зброю і вбивати ворогів, через що був призначений у медкорпус.
Ставши медиком, Дос евакуював поранених з лінії вогню. Його було поранено осколком гранати, а пізніше снайперською кулею, коли він рятував бійців. Під час битви за Окінаву Том врятував 75 осіб. Отримавши кілька серйозних поранень, Дос знову йшов під кулі. Його сміливість і віра викликали захоплення в командування й солдатів, хоча раніше його піддавали серйозній критиці за відмову взяти до рук зброю.

### Зв'язок з реальними подіями
Подвиг Дезмонда Томаса Доса (7 лютого 1919, Лінчбург, Вірджинія — 23 березня 2006, П'ємонт, Алабама) широко відомий у військових колах Америки. Він — єдиний, хто отримав Медаль Пошани за вчинки, не пов'язані з використанням зброї під час Другої світової війни.
Особові справи інших кавалерів медалі мають 5-7 сторінок, тоді як справа Доса налічує понад сто сторінок. Зазвичай героями ставали завдяки винятковому короткому епізоду. Дезмонд став героєм завдяки щоденній допомозі іншим протягом років. Ім'ям Доса названо школу в його рідному Лінчбурзі, а також кілька вулиць і шосе.
Дезмонд став героєм біографічних книг та документального фільму «The Conscientious Objector» (2004), режисера Террі Бенедикта.

## У ролях
| Актор             | Роль                           |
| ----------------- | ------------------------------ |
| Ендрю Гарфілд     | Дезмонд Дос                    |
| Сем Вортінгтон    | капітан Джек Гловер            |
| Люк Брейсі        | капрал Смітті Райкер           |
| Вінс Вон          | сержант Гауелл                 |
| Раян Корр         | лейтенант Менвілл              |
| Г'юго Вівінг      | Том Дос (батько Дезмонда)      |
| Рейчел Гріффітс   | Берта Дос (мати Дезмонда)      |
| Тереза Палмер     | Дороті Шутт (дружина Дезмонда) |
| Натаніель Бузолік | Гарольд Дос (брат Дезмонда)    |
| Річард Роксбург   | полковник Стелцер              |
| Люк Пеглер        | Мілт «Голлівуд» Зейн           |
| Річард Пайрос     | Рендалл «Тіч» Фуллер           |
| Бен Мінгі         | Гріз Нолан                     |
| Фірасс Дірані     | Віто Рінеллі                   |

## Виробництво
Зйомки фільму почались 5 вересня 2015 року в Новому Південному Вельсі.

## Сприйняття

### Критика
Фільм отримав схвальні відгуки від критиків. На вебсайті Rotten Tomatoes стрічка має рейтинг 86 % за підсумком 190 рецензій критиків, а її середній бал становить 7,2/10. На Metacritic фільм отримав 71 бал зі 100 на основі 45 рецензій, що вважається здебільшого схвальним.

### Нагороди й номінації
| Список нагород і номінацій                      | Список нагород і номінацій | Список нагород і номінацій                | Список нагород і номінацій                                                               | Список нагород і номінацій | Список нагород і номінацій |
| Кінопремія                                      | Дата церемонії             | Категорія                                 | Номінант(и)                                                                              | Результат                  | Дж                         |
| ----------------------------------------------- | -------------------------- | ----------------------------------------- | ---------------------------------------------------------------------------------------- | -------------------------- | -------------------------- |
| Cinema Audio Society Awards                     | 18 лютого 2017             | Найкращий звук                            | Пітер Грейс, Кевін О'Коннелл, Роберт Мак-Кензі, Дієго Руїс, Деніел Креско, Алекс Френсіс | Номінація                  | [ 9 ]                      |
| Американський інститут кіномистецтва            | 6 січня 2017               | 10 найкращих фільмів року                 | «З міркувань совісті»                                                                    | Перемога                   | [ 10 ] [ 11 ]              |
| Голлівудський міжнародний кінофестиваль у Капрі | 2 січня 2017               | Найкращий режисер                         | Мел Гібсон                                                                               | Перемога                   | [ 12 ]                     |
| Голлівудський міжнародний кінофестиваль у Капрі | 2 січня 2017               | Найкращий продюсер                        | Білл Меканік                                                                             | Перемога                   | [ 12 ]                     |
| Кінопремія Голлівуду                            | 6 листопада 2016           | Найкращий режисер                         | Мел Гібсон                                                                               | Перемога                   | [ 13 ]                     |
| Кінопремія Голлівуду                            | 6 листопада 2016           | Найкращий монтажер                        | Джон Гілберт                                                                             | Перемога                   | [ 13 ]                     |
| Кінопремія Голлівуду                            | 6 листопада 2016           | Найкращий грим і зачіски                  | Норіко Вазтанабе, Анжела Конте, Бек Тейлор, Шейн Томас                                   | Перемога                   | [ 13 ]                     |
| Премія AACTA                                    | 7 грудня 2016              | Найкращий фільм                           | «З міркувань совісті»                                                                    | Перемога                   | [ 14 ] [ 15 ] [ 16 ]       |
| Премія AACTA                                    | 7 грудня 2016              | Найкращий режисер                         | Мел Гібсон                                                                               | Перемога                   | [ 14 ] [ 15 ] [ 16 ]       |
| Премія AACTA                                    | 7 грудня 2016              | Найкращий сценарій                        | Ендрю Найт, Роберт Шенккан                                                               | Перемога                   | [ 14 ] [ 15 ] [ 16 ]       |
| Премія AACTA                                    | 7 грудня 2016              | Найкращий актор                           | Ендрю Гарфілд                                                                            | Перемога                   | [ 14 ] [ 15 ] [ 16 ]       |
| Премія AACTA                                    | 7 грудня 2016              | Найкраща акторка                          | Тереза Палмер                                                                            | Номінація                  | [ 14 ] [ 15 ] [ 16 ]       |
| Премія AACTA                                    | 7 грудня 2016              | Найкращий актор другого плану             | Г'юго Вівінг                                                                             | Перемога                   | [ 14 ] [ 15 ] [ 16 ]       |
| Премія AACTA                                    | 7 грудня 2016              | Найкраща акторка другого плану            | Рейчел Гріффітс                                                                          | Номінація                  | [ 14 ] [ 15 ] [ 16 ]       |
| Премія AACTA                                    | 7 грудня 2016              | Найкращий оператор                        | Саймон Дагган                                                                            | Перемога                   | [ 14 ] [ 15 ] [ 16 ]       |
| Премія AACTA                                    | 7 грудня 2016              | Найкращий монтаж                          | Джон Гілберт                                                                             | Перемога                   | [ 14 ] [ 15 ] [ 16 ]       |
| Премія AACTA                                    | 7 грудня 2016              | Найкращий звук                            | Ендрю Райт, Роберт Мак-Кензі, Кевін О'Коннелл, Маріо Ваккаро, Тара Вебб, Пітер Грейс     | Перемога                   | [ 14 ] [ 15 ] [ 16 ]       |
| Премія AACTA                                    | 7 грудня 2016              | Найкращий виробничий дизайн               | Баррі Робінсон                                                                           | Перемога                   | [ 14 ] [ 15 ] [ 16 ]       |
| Премія AACTA                                    | 7 грудня 2016              | Найкращий дизайн костюмів                 | Ліззі Гардінер                                                                           | Номінація                  | [ 14 ] [ 15 ] [ 16 ]       |
| Премія AACTA                                    | 7 грудня 2016              | Найкращий грим і зачіски                  | Шейн Томас, Ларрі Ван Дюйнговен                                                          | Номінація                  | [ 14 ] [ 15 ] [ 16 ]       |
| Премія AACTA                                    | 6 січня 2017               | Найкращий міжнародний фільм               | «З міркувань совісті»                                                                    | Номінація                  | [ 14 ] [ 15 ] [ 16 ]       |
| Премія AACTA                                    | 6 січня 2017               | Найкращий міжнародний режисер             | Мел Гібсон                                                                               | Перемога                   | [ 14 ] [ 15 ] [ 16 ]       |
| Премія AACTA                                    | 6 січня 2017               | Найкращий міжнародний актор               | Ендрю Гарфілд                                                                            | Номінація                  | [ 14 ] [ 15 ] [ 16 ]       |
| Премія AACTA                                    | 6 січня 2017               | Найкраща міжнародна акторка другого плану | Тереза Палмер                                                                            | Номінація                  | [ 14 ] [ 15 ] [ 16 ]       |
| Премія AACTA                                    | 6 січня 2017               | Найкращий міжнародний сценарій            | Ендрю Найт, Роберт Шенккан                                                               | Номінація                  | [ 14 ] [ 15 ] [ 16 ]       |
| Премія БАФТА                                    | 12 лютого 2017             | Найкращий актор                           | Ендрю Гарфілд                                                                            | Номінація                  | [ 17 ]                     |
| Премія БАФТА                                    | 12 лютого 2017             | Найкращий адаптований сценарій            | Ендрю Найт, Роберт Шенккан                                                               | Номінація                  | [ 17 ]                     |
| Премія БАФТА                                    | 12 лютого 2017             | Найкращий звук                            | Пітер Грейс, Енді Райт Роберт Мак-Кензі, Кевін О'Коннелл                                 | Номінація                  | [ 17 ]                     |
| Премія БАФТА                                    | 12 лютого 2017             | Найкращий грим і зачіски                  | Шейн Томас                                                                               | Номінація                  | [ 17 ]                     |
| Премія БАФТА                                    | 12 лютого 2017             | Найкращий монтаж                          | Джон Гілберт                                                                             | Перемога                   | [ 17 ]                     |
| Премія Гільдії кіноакторів США                  | 29 січня 2017              | Найкращий актор                           | Ендрю Гарфілд                                                                            | Номінація                  |                            |
| Премія Гільдії кіноакторів США                  | 29 січня 2017              | Найкращий каскадерський ансамбль          | «З міркувань совісті»                                                                    | Перемога                   |                            |
| Премія Гільдії продюсерів США                   | 28 січня 2017              | Найкращий продюсер фільму                 | Білл Меканік, Девід Пермут                                                               | Номінація                  |                            |
| Премія «Золотий глобус»                         | 8 січня 2017               | Найкращий фільм — драма                   | «З міркувань совісті»                                                                    | Номінація                  | [ 18 ] [ 19 ]              |
| Премія «Золотий глобус»                         | 8 січня 2017               | Найкращий режисер                         | Мел Гібсон                                                                               | Номінація                  | [ 18 ] [ 19 ]              |
| Премія «Золотий глобус»                         | 8 січня 2017               | Найкращий актор (драма)                   | Ендрю Гарфілд                                                                            | Номінація                  | [ 18 ] [ 19 ]              |
| Премія «Оскар»                                  | 26 лютого 2017             | Найкращий фільм                           | "З міркувань совісті"                                                                    | Номінація                  | [ 20 ]                     |
| Премія «Оскар»                                  | 26 лютого 2017             | Найкращий режисер                         | Мел Гібсон                                                                               | Номінація                  | [ 20 ]                     |
| Премія «Оскар»                                  | 26 лютого 2017             | Найкращий актор                           | Ендрю Гарфілд                                                                            | Номінація                  | [ 20 ]                     |
| Премія «Оскар»                                  | 26 лютого 2017             | Найкращий звук                            | Пітер Грейс, Енді Райт, Кевін О'Коннелл, Роберт Мак-Кензі                                | Перемога                   | [ 20 ]                     |
| Премія «Оскар»                                  | 26 лютого 2017             | Найкращий монтаж                          | Джон Гілберт                                                                             | Перемога                   | [ 20 ]                     |